# Anita Pointer
Anita Marie Pointer (ur. 23 stycznia 1948 w Oakland, zm. 31 grudnia 2022 w Los Angeles) – amerykańska piosenkarka i autorka tekstów, założycielka i członkini zespołu The Pointer Sisters.

## Życiorys

### Wczesne lata i rodzina
Pointer urodziła się w Oakland w Californi jako czwarte z sześciu dzieci Sarah Elizabeth (1924–2000) i Reverenda Eltona Pointera (1901–1979). Jej rodzice pochodzili z Arkansas, w związku z czym cała rodzina podróżowała niemal co roku z Californi do Arkansas, by odwiedzić dziadków Pointer, którzy mieszkali w Prescott. W tamtym czasie matka pozwoliła Anicie zostać u dziadków, by uczęszczała do piątej klasy w McRae Elementary, do siódmej w McRae Jr. High oraz do dziesiątej w McRae High School. Wówczas Pointer uczyła się również gry na saksofonie w zespole muzycznym McRae High School.
W 1969 Anita porzuciła pracę sekretarki i razem z siostrami – Bonnie i June – założyła zespół The Pointer Sisters.

### Kariera
Drugi singel pochodzący z albumu "More Than a Memory" w 1988 pojawił się w rankingach – na 73. miejscu w gatunku R&B. W 1994 Pointer i jej siostry otrzymały swoją gwiazdę na Hollywoodzkiej Alei Gwiazd, a w 1998 piosenkarka została wprowadzona do Arkansas Black Hall of Fame.
W 2015 odeszła z zespołu The Pointer Sisters ze względów zdrowotnych.

### Po odejściu z zespołu
W lutym 2020 Anita wydała książkę Fairytale: The Pointer Sisters’ Family Story, którą napisała razem ze swoim bratem, Fritzem Pointerem. Książka opisuje oraz porządkuje historię i pochodzenie rodziny Pointer, porusza również kwestie losów ciemnoskórych młodych kobiet na wybrzeżu San Francisco w okresie walki o prawa człowiek i osób ciemnoskórych w latach sześćdzieśątych. Oprócz tego opisuje trudności i sukcesy sióstr oraz przedstawia historię, dyskografię i inne przygody zespołu muzycznego. W książce, która otrzymała wiele pozytywnych recenzji, można odnaleźć wspomnienia poszczególnych członków rodziny, również dotyczące Bonnie Pointer, która zmarła w czerwcu 2020.

## Życie prywatne
Anita Pointer wychodziła za mąż dwa razy. Ma jedno dziecko.
W grudniu 1965, w wieku 17 lat, poślubiła Davida Harpera, z którym miała córkę, Jadę Rashawn Pointer (ur. 9 kwietnia 1966). Rozwiedli się w 1966. Jada zmarła na raka w 2003 w wieku 37 lat. Córka Anity wielokrotnie inspirowała zespół The Pointer Sisters. Jednym z najpopularniejszych utworów była piosenka pt. "Jada" wydana w debiutanckim albumie.
W 1981 Anita Pointer wyszła za Richarda Gonzalesa. Są po rozwodzie.
Starszy brat Anity był graczem MLB, a później sędzią NFL. Jej kuzyn, Paul Silas, grał w NBA i był jej głównym trenerem.

## Dyskografia

### Albumy
- Love for What It Is (1987 RCA Records)

1. Overnight Success (4:45)
2. Love Me Like You Do (5:25)
3. The Pledge (duet with Philip Bailey) (3:16)
4. You Don't Scare Me (3:40)
5. More Than a Memory (4:45)
6. Have a Little Faith in Love (5:56)
7. Love for What It Is (5:05)
8. Beware of What You Want (5:42)
9. Temporarily Blue (4:20)

### Single
| Rok  | Singel               | US R&B | Album               |
| ---- | -------------------- | ------ | ------------------- |
| 1987 | "Overnight Success"  | 41     | Love for What It Is |
| 1988 | "More Than a Memory" | 73     | Love for What It Is |

### Wystąpienia gościnne
| Rok  | Singel           | Artysta            | Pozycja w rankingach           | Album            |
| ---- | ---------------- | ------------------ | ------------------------------ | ---------------- |
| 1986 | "Too Many Times" | Earl Thomas Conley | US Country – 2 CAN Country – 3 | "Too Many Times" |

### Ścieżki dźwiękowe
- 1996: The Associate